# Bataille d'Ist
Campagnes d'Afrique, du Moyen-Orient et de Méditerranée (1940-1945)
Engagement de la France libre
Batailles
- Détroit d'Otrante
- Île d'Ist
- Île de Pag

1940
- Vado
- Siège de Malte
- Club Run
- Convoi Espero
- Mers el-Kébir
- Punta Stilo
- Cap Spada
- Hurry
- Cap Passero
- MB.8
- Tarente
- Détroit d'Otrante
- White
- Cap Teulada

1941
- Excess
- Convoi AN 14
- Grog
- Abstention
- Baie de La Sude
- Cap Matapan
- Îles Kerkennah
- Crète
- Galite
- Substance
- Halberd
- Convoi Duisburg
- Cap Bon
- Syrte (1941)
- Rade d'Alexandrie

1942
- Syrte (1942)
- Calendar
- Bowery
- Albumen
- Harpoon
- Vigorous
- Pedestal
- Agreement
- Torch
- Stoneage
- Sabordage de la flotte française à Toulon
- Portcullis
- Banc de Skerki
- Olterra (navire auxiliaire)
- Raid sur Alger

1943
- Zouara
- Convoi de Cigno
- Convoi de Campobasso
- Corkscrew
- Husky
- Gela
- Scylla
- Pietracorbara
- Dodécanèse
  - Rhodes
  - Leros
  - Kos
- Convoi KMF-25A

1944
- Ist
- Raid sur Santorin
- Raid sur Symi
- Port-Cros
- La Ciotat
- Île de Pag

1945
Mer Ligure
- Convois alliés
  - convois de Malte
- Campagne des U-boote
- Campagne adriatique

La bataille d'Ist était un engagement naval en mer Adriatique, entre les îles de Škarda et Molat, au large de l'île d'Ist, le 29 février 1944. L'engagement s'est fait entre les croiseurs légers des Forces navales françaises libres et d'une flottille de la Kriegsmarine (marine allemande) composé de deux corvettes, deux torpilleurs et trois dragueurs de mines. La flottille allemande avait été déployée pour escorter un cargo. Dans l'engagement qui a suivi, les Français ont réussi à détruire le cargo allemand et une corvette sans aucune perte avant de se retirer.

## Contexte
En 1944, pour des opérations dans la mer Adriatique, la Royal Navy forme la 24e Flottille de destroyers (FNFL) à Bari qui se compose de dix navires, dont trois destroyer français, Le Fantasque, Le Terrible et Le Malin . Les Français du capitaine Pierre Lancelot opéreraient dans la partie nord de l'Adriatique, tandis que les Britanniques feraient de même mais plus au sud. La vitesse des destroyers français, étant la plus rapide du monde à l'époque, leur a permis de réagir rapidement au renseignement.

## Action navale
Le 29 février, les Français quittèrent Manfredonia, au nord de Bari, et remontèrent l'Adriatique. Au même moment, un convoi allemand avait quitté Pula composé d'une forte escorte : les torpilleurs TA36 et TA37, d'anciens italiens de classe Ariete Stella Polare et Gladio ; les chasseurs de sous-marins UJ201 et UJ205, d'anciennes corvettes italiennes de classe Gabbiano (en) Egeria et Colubrina ; et trois petits dragueurs de mines . Ils escortaient le cargo de 6.311 tonneaux Kapitan Diederichsen. Les escortes allemandes n'avaient été commandées que récemment et n'en étaient qu'à leur deuxième opération. Les deux se dirigeaient l'un vers l'autre dans l'obscurité de la nuit avec très peu de clair de lune.
À 21h35, le radar du Terrible détecta rapidement des cibles plus au nord et navigua vers elles. Lorsqu'on su que les cibles avaient été confirmées comme non alliées, la flottille française ouvrit le feu à environ 9.000 mètres juste à l'ouest de l'île d'Ist, surprenant le convoi allemand. Le Malin ouvrit le feu sur le cargo et marqua rapidement un coup. Les Allemands tentèrent de déployer un écran de fumée, mais les destroyers, grâce à leur vitesse, réagirent rapidement en utilisant leur radar. Le Terrible frappa plusieurs fois le cargo tandis que Le Malin ciblait le plus proche navire de l'escorte. À 4.100 m, Le Terrible tira une salve de torpilles ; la première salve manqua son but mais la première torpille de la seconde salve frappa le cargo en plein milieu, lequel pris feu violemment et dériva rapidement.
Pendant ce temps, le chasseur de sous-marin UJ201 fut frappé par les obus bien dirigés du Malin ; la corvette allemande, fut frappée six fois de plus et ne fut bientôt plus qu'une épave en feu. Le Malin était assez près pour lancer une salve de torpilles; un coup a suffi pour toucher le navire, provoquant une énorme explosion éclairant le ciel. La corvette alla au fond immédiatement. Le Terrible et Le Malin prirent ensuite pour cible le reste des escorteurs allemands; Le torpilleur TA36 évita un tir de justesse mais fut rapidement touché à l'extrémité de la proue, le laissant légèrement endommagé. Quant au TA37, il fut touché dans la salle des machines et pris feu, faisant chuter sa vitesse rapidement.
Le capitaine Lancelot était sur le point d'achever le navire allemand, mais en voyant des silhouettes basses et rapides de schnellboot allemands, il décida de se retirer vers le sud. Ils ne s'agissait en fait que des dragueurs de mines venus aider l'équipage du cargo frappé et les survivants de l' UJ201 détruit.

## Conséquences
Le cargo Kapitan Diederichsen resta à flot mais seulement pendant un temps. Une tentative de remorquage ayant échoué, les survivants furent enlevés par les escorteurs allemands. Le TA37 fortement endommagé fut remorqué avec succès et parvint à Pula. '
La flottille française resta dans l'Adriatique pendant la moitié de l'année bombardant Zante, et le 19 mars coula deux ferries Siebel (en) SF273 et SF274 sur leur chemin vers Pylos et en neutralisa deux autres. En août, elle prit  part à l' Opération Dragoon, le débarquement de Provence du 15 août 1944.